# Mimemodes kimbhutus
Mimemodes kimbhutus es una especie de coleóptero de la familia Monotomidae.

## Distribución geográfica
Habita en Assam (India).